# Teobaldo de Bec
Teobaldo de Bec (c. 1090-18 abril 1161) fue un arzobispo de Canterbury normando entre 1139 a 1161. Su fecha de nacimiento exacta es desconocida. En algún momento a finales del siglo XI o comienzos del siglo XII Teobaldo entró como monje en la Abadía de Bec, ascendiendo a abad en 1137. Esteban de Inglaterra le eligió para ser Arzobispo de Canterbury en 1138. La reclamación de Canterbury de primacía sobre las iglesias galesas fue resuelta durante el mandato de Teobaldo cuando el Papa Eugenio III decidió en 1148 en favor de Canterbury. Teobaldo afrontó desafíos a su autoridad del obispo Enrique de Blois, Obispo de Winchester y hermano más joven de Esteban I, y su relación con el rey fue turbulenta. En una ocasión Esteban le prohibió asistir a un consejo papal, pero Teobaldo desafió el rey, lo que provocó la confiscación de sus propiedades y su exilio temporal. Las relaciones de Teobaldo con el clero de su catedral y las casas monásticas fueron también difíciles.
Sirviendo durante los desórdenes del reinado de Esteban, Teobaldo logró forzar la paz negándose a consagrar al hijo y heredero de Esteban, Eustaquio. Tras la muerte de Eustaquio en 1153, Esteban reconoció a su rival Enrique de Anjou como su heredero, y más tarde Teobaldo fue nombrado regente del reino tras la muerte de Esteban. Después de una larga enfermedad, Teobaldo murió en 1161.
Teobaldo fue el protector de su sucesor Tomás Becket, y numerosos futuros altos cargos de la iglesia sirvieron como empleados suyos. Durante su época, como arzobispo Teobaldo aumentó los derechos de su sede. A menudo es obviado por la fama que alcanzó su sucesor.

## Primeros años

### Familia y contexto
La familia de Teobaldo provenía del área en torno a Thierville cerca de Le Bec-Hellouin, en el valle del río Risle. El historiador moderno Frank Barlow especula con que Teobaldo pudo haber sido un pariente lejano de su sucesor en el arzobispado, Tomás Becket, ya que Becket provenía de la misma parte de Normandía. La fecha exacta del nacimiento de Teobaldo nos es desconocida; la única pista sobre su edad es que a su muerte en 1161 sus contemporáneos le consideraban viejo, sugiriendo una fecha de nacimiento de quizás alrededor de 1090. Su padre era presuntamente un caballero, pero ninguna referencia contemporánea da su nombre. Su hermano Walter también fue un sacerdote, y más tarde obispo.
Teobaldo entró en la Abadía de Bec en Normandía como monje Benedictino a finales del siglo XI o comienzos del siglo XII, mientras William era el tercer abad. Pero como William fue abad entre 1096 y 1124, esto deja una amplia gama de fechas. Teobaldo fue el monje 266 de 346 admitido por William. El historiador Avrom Saltman sugiere que, si las admisiones se distribuían regularmente durante el mandato de William, Teobaldo habría profesado aproximadamente en 1117, pero califica su estimación afirmando que 1117 «parece ser bastante tarde».

### Vida en Bec
En 1127 Teobald fue nombrado prior de Bec, después de que Boso sucediera a William como abad. Teobaldo se convirtió en abad en 1137, tras la muerte de Boso en junio de 1136. Los monjes de Bec unánimemente le eligieron para ser su nuevo abad sin consultar antes con el Arzobispo de Rouen, Hugh de Boves, que consiguientemente amenazó con anular el resultado. Audoen, Obispo de Evreux, y hermano de Thurstan, Arzobispo de York, convenció a Hugh de ratificar las elecciones. Surgió otro problema cuando Hugh reclamó una profesión escrita de obediencia de Teobaldo, que este se negó a proporcionar; ningún abad anterior había hecho tal profesión. Teobaldo resistió 14 meses antes de alcanzar un compromiso logrado a través de la intercesión de Pedro el Venerable, Abad de Cluny, permitiendo a Teobaldo dar una profesión verbal a Hugh.
No existen documentos del mandato de Teobaldo como abad, ni de la administración del monasterio durante su mandato, excepto que 47 monjes fueron admitidos en Bec mientras fue abad. Teobaldo viajó a Inglaterra para asuntos de su abadía al menos una vez, para supervisar las tierras del monasterio en Inglaterra, viaje que tuvo lugar poco antes de su elección como Arzobispo de Canterbury en 1138.

### Nombramiento de Canterbury
En 1138 Esteban escogió a Teobaldo para ocupar el arzobispado vacante de Canterbury por delante de su propio hermano, el Obispo de Winchester, que había ayudado a Esteban a ascender al trono. Esteban temía que Enrique sería demasiado poderoso y que intentaría controlar al rey. La elección tuvo lugar el 24 de diciembre; Esteban asistió junto al legado papal, Alberic de Ostia, y a un pequeño grupo de barones y obispos, pero Enrique se ausentó para asistir a la ordenación de diáconos. La mayoría de historiadores consideran que Esteban programó la elección para asegurar la ausencia de Enrique. Enrique creyó que Teobaldo había sido elegido no solo por las preocupaciones del rey, sino también porque Waleran de Meulan, el mecenas de Bec, intentaba colocar a uno de los suyos en una posición poderosa. Waleran y su hermano gemelo Robert, Conde de Leicester, eran los principales rivales de Enrique por el favor de Estaban, y ambos le desagradaban intensamente. A pesar de que Teobaldo era piadoso y bien educado, había sido nombrado abad sólo un año antes, y su elección estuvo posiblemente influida por la reputación de su monasterio, que ya había dado dos arzobispos de Canterbury, Lanfranco y Anselmo. Teobaldo no tenía conexiones familiares importantes para adelantar su carrera, y pocos aliados clericales.

## Arzobispo

### Primeros años

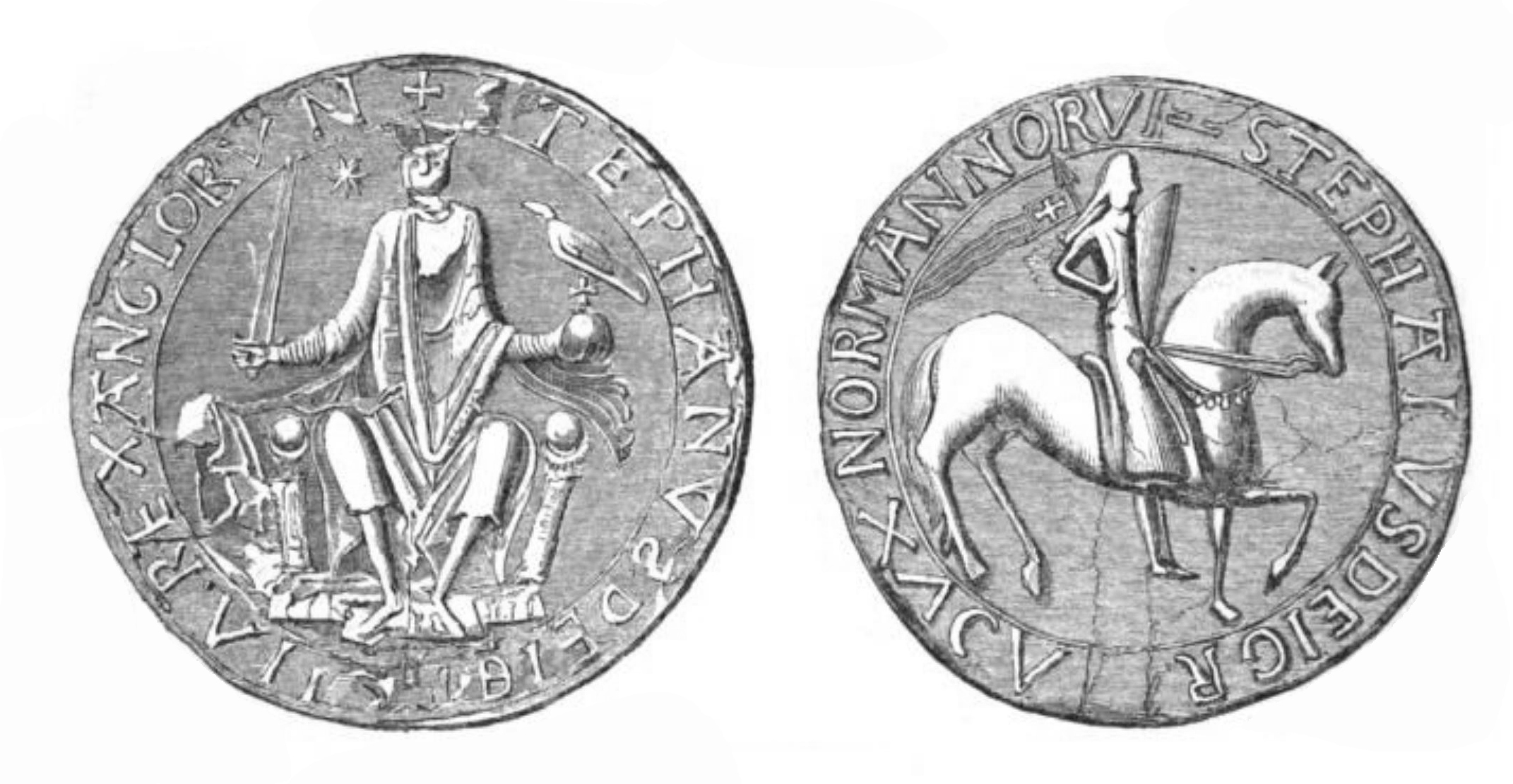
Ambos lados del sello de Stephen, de un engraving hizo en 1846

Teobaldo fue consagrado el 8 de enero de 1139 por el legado, Alberic de Ostia. Fue a Roma por su palio y participó en el Segundo Concilio de Letrán. Como arzobispo su comportamiento fue menos político que el de su principal rival, Enrique de Blois. Enrique fue nombrado legado apostólico el 1 de marzo de 1139, lo que significaba que podría convocar consejos eclesiásticos en Inglaterra y tendría igual o superior poder que Teobaldo. Teobaldo juró lealtad a Esteban en su elección de Canterbury, reconociendo a Esteban como rey de Inglaterra.
Poco después de su elección Teobaldo seleccionó a su hermano Walter para ser archidiácono de Canterbury, y en 1148 le promovió a Obispo de Rochester. Teobaldo asistió al consejo celebrado por Esteban en junio de 1139 en el que se privó a Roger de Salisbury, Obispo de Salisbury, y a sus sobrinos Nigel, Obispo de Ely, y Alejandro, Obispo de Lincoln, de sus castillos. Según la mayor parte de los historiadores, Teobaldo tomó poca parte en la controversia que siguió el consejo, que finalmente acabó con la muerte de Roger en 1139 y la restauración de Nigel y Alexander. Recientemente, sin embargo, esa visión ha sido desafiada por dos historiadores que argumentan que Teobaldo tomó una función más activa en el consejo. Basan su opinión en la vita de la mística del siglo XII,Cristina de Markyate, que narra los acontecimientos y da un papel más central a Teobaldo, en lugar de a Enriquede Blois, desafiando a Esteban por el arresto de los tres obispos.

### Guerra civil
Las acciones de Teobaldo en los siguientes años se entretejen con la ascensión de Esteban al trono. Tras la muerte de Enrique I en 1135 la sucesión estaban en disputa entre los sobrinos del rey — Esteban y su hermano mayor, Teobaldo II de Champaña— y el único descendiente superviviente de Enrique, Matilda, conocida como la Emperatriz Matilda, por su primer matrimonio con el Emperador alemán, Enrique V. El único hijo varón legítimo de Enrique I, Guillermo, había muerto en 1120. Después de que Matilda enviudara en 1125, regresó con su padre, que le casó con Godofredo, Conde de Anjou. Todos los magnates de Inglaterra y Normandía fueron requeridos para declarar su lealtad a Matilda como heredera de Enrique, pero a la muerte de éste, Esteban se apresuró a ir a Inglaterra y se hizo coronar antes de que Teobaldo II o Matilda reaccionaran. Los barones normandos aceptaron a Esteban como Duque de Normandía, y Teobaldo II se contentó con sus posesiones en Francia. Pero Matilda no se resignó a la pérdida, y se aseguró el soporte del rey escocés,David I, su tío materno, y en 1138 el apoyo de su medio hermano, Robert, Conde de Gloucester, hijo ilegítimo de Enrique.
Tras la Batalla de Lincoln en 1141, con Esteban cautivo en Brístol, Teobaldo no se unió inmediatamente a la Emperatriz. Afirmó que necesitaba hablar con Esteban antes de cambiar su juramento. Después de consultar en persona con Esteban, se aseguró la autorización para aceptar las condiciones actuales, y se unió entonces a Enrique de Blois, que había cambiado de bando en Winchester en abril por un sínodo celebrado para deponer a Esteban y coronar a Matilda. La asistencia al sínodo fue escasa y la reina no podía ser coronada porque no poseía Londres. Después del infructuoso intento de coronar a Matilda, los reunidos en Winchester tuvieron que huir ante las fuerzas de Esteban; uno de los principales partidarios de Matilda, su medio hermano Robert de Gloucester, fue capturado. Durante su fuga Teobaldo y sus colegas obispos fueron asaltados y desposeídos de sus caballos y ropas eclesiásticas. Teobaldo participó en las negociaciones para el intercambio de Roberto por Esteban, que tuvo lugar en noviembre de 1141. Enrique de Blois, habiendo cambiado de bando otra vez, celebró otro sínodo en Westminster, que reafirmó a Esteban como rey. Teobaldo le coronó ceremonialmente en Canterbury durante la corte de Navidad allí celebrada.
Matilda permaneció en Inglaterra hasta 1148. Los desórdenes llegaron a su culmen entre 1142 y 1148, pero su causa nunca pudo asegurar apoyos suficiente para poder ser coronada. Tampoco Esteban podía derrotar totalmente a Matilda, lo que significaba una Inglaterra entre ambos. Pero mientras Matilda estaba en Inglaterra, su marido Godofredo conquistaba Normandía, que finalmente invadió en 1144.

### Dificultades con Enrique de Blois

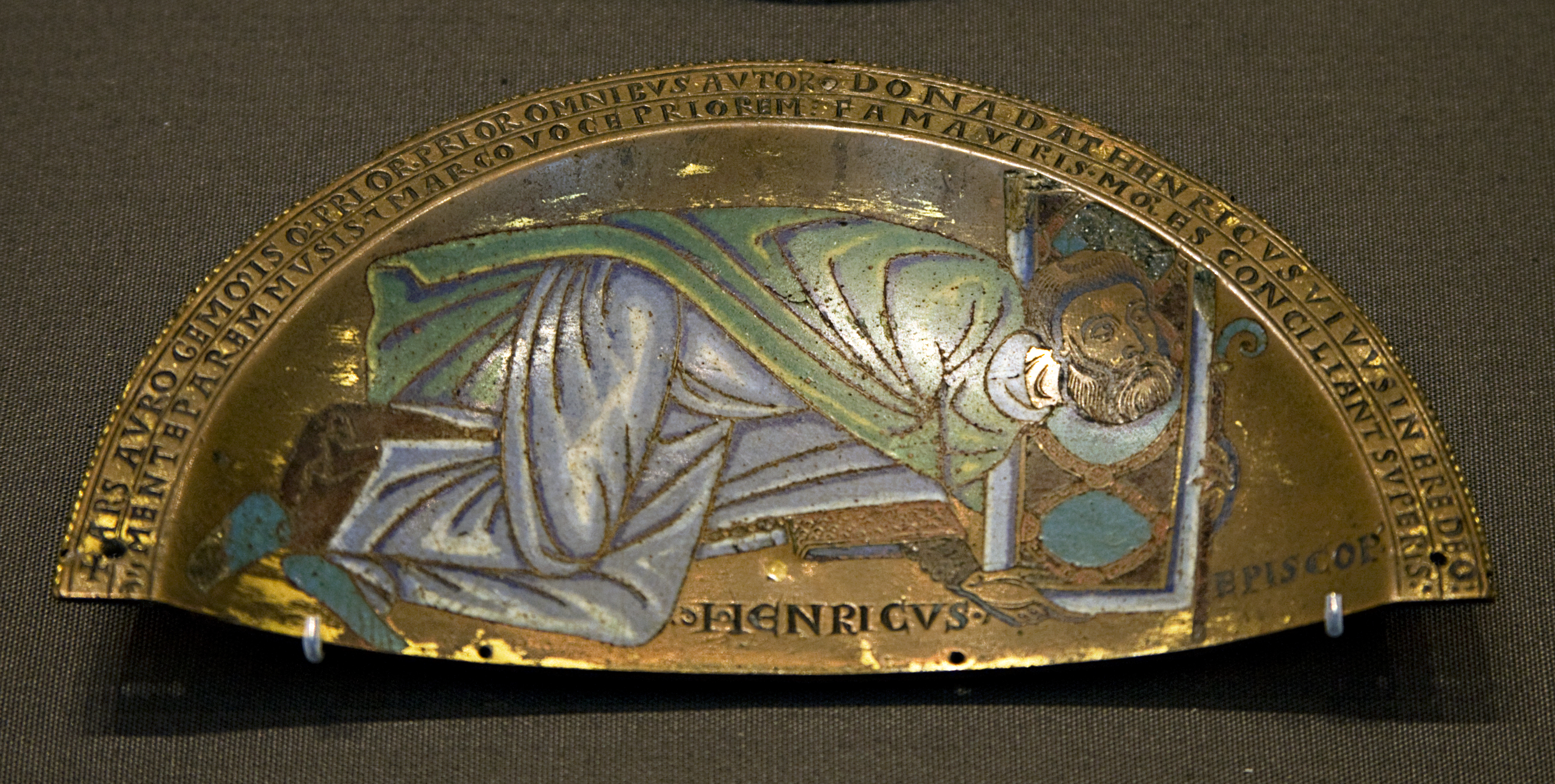
Una placa medieval que describe Henry de Blois, datando de alrededor 1150

Las relaciones de Teobaldo con Enrique de Blois, Obispo de Winchester, y su obispo sufragáneo, fueron muy tensas por la posición de Enrique como nuncio papal. Enrique apoyó el nombramiento de William FitzHerbert como Arzobispo de York en 1141, al que Teobaldo se oponía. Pese a que Teobaldo protestó por el método de elección, no participó en las disputas electorales posteriores, que resultó en la deposición final de FitzHerbert y su sustitución en York por Henry Murdac. Pero en septiembre de 1143, los poderes de legado de Enrique fueron suspendidos a la muerte de Inocencio II. Celestino II fue elegido el 26 de septiembre de 1143, pero estaba en contra de Esteban y tampoco simpatizaba con su hermano Enrique. Para asegurar su nombramiento como nuncio, Teobaldo viajó a Roma en diciembre de 1143, llegando poco antes la muerte del papa el 8 de marzo de 1144. Teobaldo estaba probablemente acompañado por Nigel, Obispo de Ely, y Roger de Clinton, Obispo de Coventry. Antes de su muerte, Celestino prohibió a Teobaldo «permitir que se hicieran cambios en la corona inglesa, ya que la transferencia de la misma había sido justamente denunciada, y el asunto estaba todavía en disputa». Esta se configuró como política papal, y suponía un cambio significativo desde el reconocimiento de Esteban como rey por el papa Inocencio II poco después de la coronación de Esteban en 1135. Esencialmente prohibía a Teobaldo coronar a cualquier sucesor a Esteban, especialmente mientras Esteban todavía estuviera vivo.
Tras la muerte de Celestino, Teobaldo regresó a Inglaterra, parando en la abadía de Saint-Denis en París para ayudar a Suger, el abad, a consagrar la recientemente reconstruida iglesia abacial y sus altares. Teobaldo era el único obispo presente cuya diócesis no estaba en Francia. Entretanto, Enrique de Blois había llegado en Roma e iniciaba negociaciones con el nuevo papa, Lucio II, sobre la elevación del obispado de Winchester a arzobispado. Parece que Lucio nombró un legado, el Cardenal Icmar, Obispo de Tusculum, para viajar a Inglaterra y supervisar el proyecto, pero Lucio murió antes de que se finalizara nada.

### Disputas con Esteban
Teobaldo estaba de vuelta en París en mayo de 1147 para conocer al nuevo papa, Eugenio III; entre los asuntos probablemente discutidos estaba la disputa de Teobaldo con Bernard de St David. En esta época, las relaciones entre Teobaldo y Esteban parecen haber sido buenas, pero cuando Eugenio convocó a los obispos ingleses al Concilio de Reims en abril de 1148 el rey prohibió a todos ellos asistir excepto a Chichester, Hereford y Norwich. A pesar de que denegó el permiso explícitamente, Teobaldo consiguió escabullirse en una barca de pesca, presumiblemente acompañado por Gilbert Foliot, que asistió con él al Concilio. Teobaldo tenía numerosas razones para desafiar el rey: principalmente obedecer el mandato papal de asistencia, pero también tratar de evitar que el papado favoreciera al recién elegido arzobispo de York, Henry Murdac, en las disputas entre York y Canterbury. Murdac era conocido por estar próximo a su compañero cistercian Eugene.
Bethune, Obispo de Hereford, murió durante el concilio, y Eugenio nominó a Foliot como su sucesor a instancias de Teobaldo. Uno de los últimos actos del concilio fue para suspender de sus cargos a los obispos ausentes. El único obispo inglés específicamente nombrado fue Enrique de Blois, pero los otros que no asistieron fueron presuntamente suspendidos también, pese a no ser nombrados. Enrique de Blois recibió un tratamiento distinto, ya que el papado ordenó que no podría ser reinstaurado por Teobaldo; Eugenio se reservó ese poder para sí. Teobaldo parece haber restaurado rápidamente a la mayoría de los otros obispos, ya que Foliot escribió más tarde en 1148 que sólo los obispos de Winchester, Durham, Worcester, Bath y Exeter estaban aún suspensos. Teobaldo perdonó a los obispos de Exeter, Worcester y Bath el 11 de noviembre de 1148, según Gervasio de Canterbury. Gervasio también menciona a Hilario de Chichester como uno de los perdonado por Teobaldo en esa fecha, pero como Hilario sí había asistido al Concilio, eso puede ser un error. Durham puede haber sido omitido porque era obispo sufragáneo de York y su restauración estaba en manos de su arzobispo.
El rey estaba enfadado con Teobaldo por asistir al concilio, a pesar de que el arzobispo había intervenido con Eugenio, que estaba disgustado con el rey por prohibir la asistencia de los obispos. Teobaldo convenció a Eugenio para no excomulgar a Esteban, pidiendo al Papa que permitiera al rey enmendar su comportamiento. Pero a Esteban no le impresionó la intercesión de Teobaldo; confiscó las propiedades del arzobispo y le desterró. En septiembre de 1148, el papa dictó un interdicto para Inglaterra que fue ignorado excepto en Canterbury. Al principio, Teobaldo se exilió en Saint-Omer, donde consagró a Gilbert Foliot como Obispo de Hereford. Regresó entonces a Inglaterra y se estableció en Framlingham, donde fue acogido por Hugh Bigod, partidario de la Emperatriz. Desde allí dirigió los asuntos eclesiásticos de Inglaterra, pero la presencia de Teobaldo en el país suponía una amenaza para la autoridad de Esteban, y el rey resolvió rápidamente sus diferencias.
Enrique de Blois había perdido su nunciatura antes de que Celestino se convirtiera en papa, pero no sería hasta aproximadamente 1150 cuando Teobaldo fue nombrado legado por Eugenio III, quizás a causa de la intervención de Bernardo de Claraval. Teobaldo ostentaría los poderes de legado hasta su muerte en 1161. En 1151 Teobaldo celebró un sínodo en Londres. Al mismo asistieron el rey y su primogénito Eustaquio, así como otros miembros de la nobleza. El consejo decretó ocho cánones, o estatutos eclesiásticos, incluyendo unos condenando el pillaje de las propiedades eclesiásticas y la imposición de impuestos financieros sobre el clero. Otro canon del consejo declaró que los obispos ya no deberían perseguir a los violadores de propiedad eclesiástica en los tribunales reales, sino que deberían usar tribunales eclesiásticos. Los otros cánones trataron asuntos procesales desde excomuniones al abuso de la propiedad eclesiástica.
Al año siguiente, el arzobispo rechazó coronar a Eustaquio y fue nuevamente exiliado por Esteban, que intentaba asegurar la sucesión de su hijo imitando a los Capetos, que normalmente coronaban al heredero del rey durante la vida de su predecesor. A pesar de que Teobaldo se amparó en la autoridad papal para negarse, basándose en la prohibición de Celestino, es más probable que ni él ni los obispos tuvieran deseo de prolongar la guerra civil. Esteban reclamó en abril de 1152 que Teobaldo coronara a Eustaquio, pero el arzobispo se negó una vez más y fue a exiliarse en Flandes. Teobaldo afirmó que Esteban había obtenido el trono a través del perjurio, lo que implicaba que si el arzobispo coronaba a Eustaquio, estaría perpetuando este delito. El rey y el arzobispo lograron una tregua en agosto.
En enero de 1153 Enrique de Anjou, hijo de Matilda, invadió Inglaterra para reclamar el trono, y con la muerte de Eustaquio en agosto de 1153, Esteban se rindió. Teobaldo fue instrumental en las negociaciones entre Enrique y Esteban que culminaron en el Tratado de Wallingford, asegurando la sucesión de Enrique al trono. Teobaldo estaba presenta también cuando Enrique de Anjou se reunió con el segundo hijo de Esteban, Guillermo probablemente después de la muerte de Eustaquio, para negociar las posesiones y estatus de Guillermo tras la sucesión de Esteban. Eugenio III forzó a Esteban a revertir la sentencia de destierro, y Teobaldo regresó a su sede. Más tarde fueron principalmente Teobaldo y Enrique de Blois quienes negociaron el tratado que concluyó la guerra civil, ya que ni Esteban ni Enrique de Anjou estaban interesados en un compromiso. Enrique de Blois y Teobaldo, que anteriormente habían tenido problemas trabajando juntos, consiguieron poner fin a los desórdenes en Inglaterra.

### Con Enrique II
Teobaldo estuvo junto a Esteban en su lecho de muerte en octubre de 1154, y Esteban le nombró regente hasta que Enrique pudiera tomar la corona. Durante las seis semanas antes de la llegada de Enrique, el arzobispo tuvo pocos problemas para mantener la paz. Después de la llegada de Enrique, Teobaldo los coronó a él y a su mujer Leonor de Aquitania el 19 de diciembre de 1154 en la Abadía de Westminster.
Durante la mayor parte del resto de su vida, Teobaldo se dedicó a los asuntos eclesiásticos de su diócesis, así como a asistir a las cortes reales cuando Enrique estaba en Inglaterra. En enero de 1155 Teobaldo ayudó a asegurar la Cancillería para su protegido, Tomás Becket, una acción que Barlow especula tenía el objetivo de alcanzar una mayor influencia sobre el rey. Si esto era su esperanza, Barlow indica que no se materializó. Pese a que el rey y el arzobispo ocasionalmente chocaron cuando sus intereses eran contrapuestos, ambos parecen haber buscado minimizar disputas y estaban dispuestos a comprometerse para asegurar buenas relaciones. Como un ejemplo, cuando Adriano IV murió en septiembre de 1159, surgieron dos rivales por el trono papal. Enrique, siguiendo la costumbre de su abuelo Enrique I, prohibió a los obispos reconocer cualquier candidato. Finalmente, después de que Enrique sopesó los factores políticos, reconoció a Alejandro III, y sólo entonces Teobaldo reconoció también a Alejandro como papa.
Sin embargo, no todo fue armonía entre el rey y el arzobispo. En 1156, Teobaldo apoyó los esfuerzos de Osbert de Bayeux, que fue acusado de envenenar a William, el Arzobispo de York, para asegurarse un juicio por sus supuestos crímenes ante un tribunal eclesiástico y no frente a un tribunal real. El delito había tenido lugar durante el reinado de Esteban, pero la muerte del rey había impedido el juicio de Osbert en 1154. El retraso permitió el cambio de juicio a los tribunales de la Iglesia, a lo que Enrique se opuso. A pesar de que la posición de Teobaldo desgradó al rey, no se produjo ninguna ruptura abierta. Teobaldo admitió ante el papado en 1154 que la costumbre inglesa era juzgar los delitos clericales en los tribunales seculares.
Teobaldo convocó un concilio eclesiástico en Londres en junio de 1160, que trató parcialmente de las cuestiones del cisma papal; su salud era pobre y tuvo que ser llevado al consejo en litera. Otra causa de aflicción para Teobaldo fue la ingratitud de Becket, que no visitó al arzobispo enfermo.

### Relaciones con el clero de la catedral
El cabildo catedralicio de Teobaldo se componía de monjes, y él era considerado el abad del monasterio de la Catedral de Canterbury. Debido a sus labores episcopales, el día a día de la catedral era responsabilidad del prior. En la época de la elección de Teobaldo había unos 140 monjes en el cabildo, y parecían esperar que, al ser Teobaldo un monje, se pondría de su parte en las disputas y les apoyaría en sus demandas. Teobaldo empezó bien, enviando un grupo de monjes de la catedral al priorato de San Martín en Dover, que había sido dotado con canónigos en lugar de monjes. Teobaldo reemplazó a los canónigos. Refundó también una colegiata al sur de Malling cerca de Lewes para proporcionar beneficios para su cabildo.
Teobaldo trabajó con su primer prior, Jeremiah, para eliminar los matrimonios clericales en la diócesis. Pero Jeremiah había sido elegido durante la vacante antes de la elección de Teobaldo, y los monjes no habían asegurado el permiso papal para la elección de un nuevo prior, así que finalmente Teobaldo decidió prescindir de Jeremiah e instalar un prior de su elección. Jeremiah apeló al papado, pero Teobaldo le depuso mientras la apelación estaba vigente, y nombró a Walter Durdent. Inocencio II, no obstante, designó a Enrique de Blois para oír el caso, y Enrique se alineó con Jeremiah, ordenando su restauración. Teobaldo se negó a realizar cualquier oficio en la catedral hasta que Jeremiah fuera expulsado del cabildo. La carencia de servicios habría privado los a los monjes de ingresos, y la amenaza de Teobaldo tuvo el efecto deseado, ya que Jeremiah dimitió de su cargo y abandonó la catedral por la abadía de San Agustín. Durdent fue reinstalado como prior y mantuvo la posición hasta su nombramiento como Obispo de Coventry en octubre de 1149.
En Pascua de 1151, Teobaldo asumió la gestión de las propiedades del cabildo. Al principio, no hubo problemas, pero pronto los monjes sintieron que Teobaldo les engañaba y les imponía una definición de pobreza demasiado rigurosa, y demandaron que la administración de las fincas fuera restaurada a Parvus, el prior. Teobaldo denegó la petición y los monjes intentaron apelar al papado. Sus enviados, no obstante, fueron capturados por agentes del arzobispo y la apelación acabó en nada. Teobaldo depuso a Parvus y nombró a un nuevo prior. Las relaciones de Teobaldo con los monjes después de este punto parecen haberse desempeñado sin incidentes.

### Relaciones con otras casas monásticas

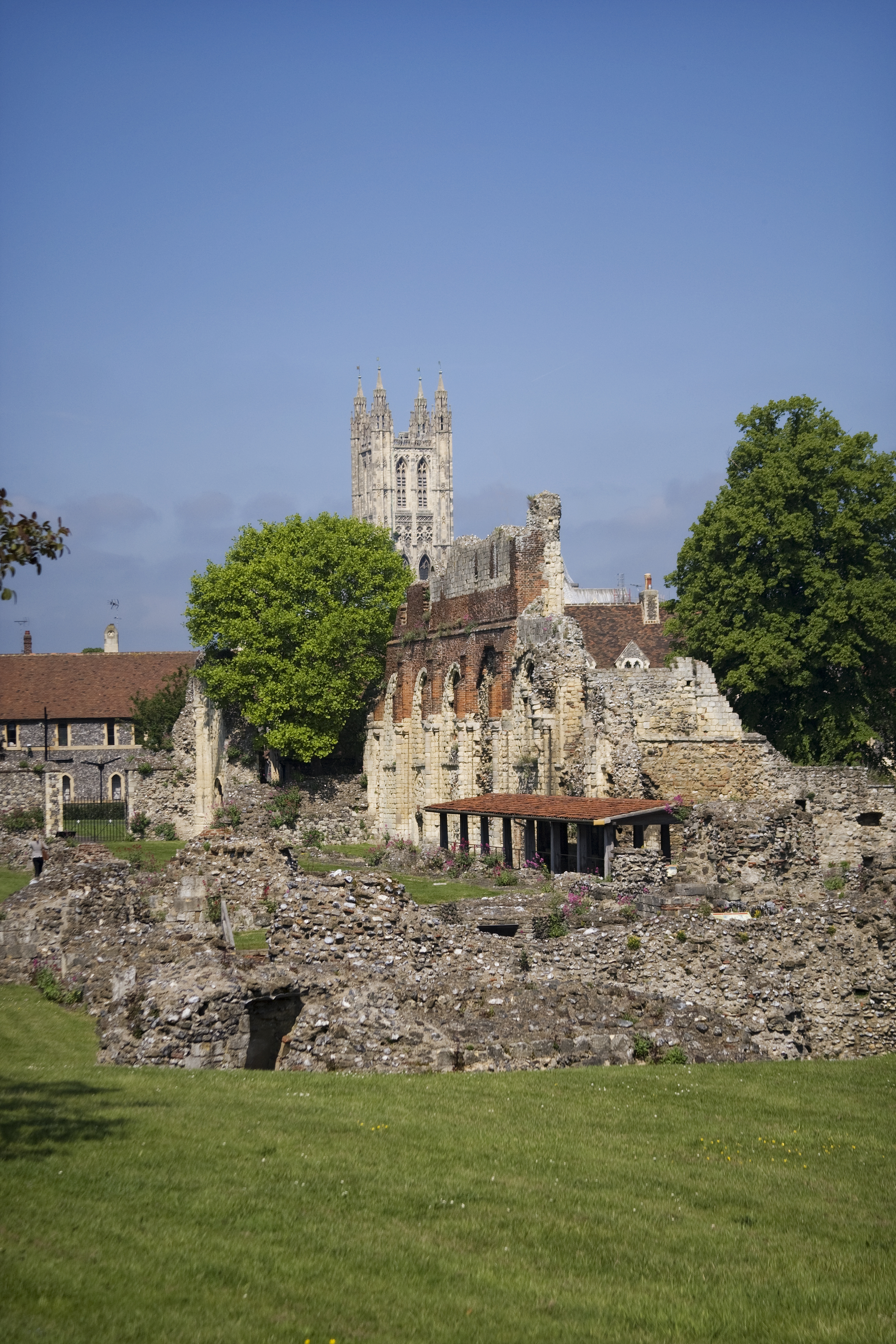
Ruinas de St Augustine Abadía, con Canterbury Catedral detrás

Teobaldo también mantuvo una disputa con la abadía de San Agustín sobre el derecho del arzobispo a recibir pagos anuales, y si aquellos pagos correspondían a sacramentos administrados por el arzobispo, lo que habría sido no canónico o por otras razones. La disputa fue finalmente resuelta por un compromiso por el que San Agustín continuó realizando pagos pero específicamente no por los sacramentos. Otra disputa con San Agustín se relaciona con el derecho de los arzobispos a tener voz en la elección de abades y si los abades deberían hacer profesión de obediencia a los arzobispos. Esto quedó finalmente resuelto por un mandato papal de 1144 por el que se instruía a los abades a profesar obediencia.
El conflicto resurgió en 1149, cuando algunos de los monjes de San Agustín, dirigidos por el prior y el sacristán, se negaron a obedecer el interdicto emitido para Inglaterra por Teobaldo y el Papa Eugenio III. Teobaldo hizo excomulgar a ambos cargos. Tras la muerte del abad de San Agustín en 1151, el prior, Silvestre, pagó al rey por el derecho de administrar la abadía y celebrar elecciones para elegir abad. Los monjes entonces procedieron a elegir a Silvestre como nuevo abad, pero Teobaldo rechazó confirmar la elección, acusando a Silvestre de comprar el cargo. Finalmente, no obstante, Eugenio III ordenó a Teobaldo permitir a Silvestre ocupar el cargo, lo que Teobaldo hizo en agosto de 1152. Teobaldo y San Agustín volvieron a entrar en conflicto por la demanda de la abadía de quedar exenta de la supervisión del arzobispo, ya que debía obediencia directa al Papa. Los documentos papales conservados en Roma muestran el apoyo del Papa a la abadía, pero ningún documento real inglés concedía esta libertad a la abadía. Teobaldo Intentó poner fin a la confusión mediante acciones judiciales tanto en Roma como en Inglaterra, pero los registros no son claros. Los documentos de Roma favorecen claramente a la abadía, pero en un consejo real celebrado en Northampton en 1157, Enrique II falló a favor de Teobaldo. Como parte del acuerdo Silvestre, como abad, fue requerido para hacer una profesión formal de obediencia a Teobaldo, algo que había intentado evitar desde su elección. La lucha con Silvestre fue sólo uno de los numerosos enfrentamientos entre Canterbury y San Agustín.
Al igual que el de San Agustín, se sabe que los abades de numerosos monasterios en la diócesis de Canterbury profesaron obediencia a Teobaldo, ya que los documentos que registran los acontecimientos han sobrevivido. No sólo abades y priores de Canterbury, sino que algunos de otras diócesis juraron obediencia a Teobaldo, pese a que normalmente tales juramentos habrían ido a su obispo diocesano. La mayoría de estas excepciones se producía porque la casa monástica demandaba exención de la supervisión del obispo diocesano, y había tradición de hacer este juramento a Canterbury. Además de estos hechos, Teobaldo intervenía en la elección de algunos abades, aunque no siempre exitosamente. Intentó asegurar el derecho de Gilbert Foliot para quedarse como Abad de Gloucester después de la elección de Foliot como Obispo de Hereford, pero un abad nuevo fue elegido por los monjes de Gloucester. Teobaldo tuvo más fortuna en asegurar la elección de William, que anteriormente había sido monje en la catedral, para ser Abad de Evesham por encima de las objeciones de algunos de los monjes de Evesham.
Teobaldo también se vio envuelto en la disputa entre Hilario, Obispo de Chichester, y Walter de Lucy, el abad de Abadía de Battle, sobre las reclamaciones de Hilario de jurisdicción sobre la abadía y las contrarreclamaciones de la abadía de que estaba exenta de supervisión episcopal. La abadía nunca había recibido exención papal, pero se apoyaba en su fundación real por Guillermo I y su estatus como Iglesia propia, o iglesia propietaria del rey. Bajo Esteban, las reclamaciones de la abadía prevalecieron, pero después de la muerte del rey, Hilario excomulgó al abad, que apeló al papado. Teobaldo apoyó al obispo, que finalmente aseguró un juicio ante Enrique II. Fue un contratiempo menor para Teobaldo cuando el caso finalmente se falló a favor de la Abadía de Battle, basándose principalmente en que se consideraron auténticos los diplomas, aunque los historiadores modernos creen que fueron falsificadas.

### Relaciones con otros obispos
Teobaldo fue fundamental para asegurar la subordinación de los obispados galeses a Canterbury. Su primera acción en este sentido fue la consagración de Meurig como Obispo de Bangor en 1140, durante la que Meurig hizo profesión de obediencia como las de otros obispos dependientes de Canterbury. Bernard, Obispo de St David, disputó el derecho de Teobaldo a consagrar a Meurig y en cambio afirmó que St David debería ser considerada un arzobispado, y que Bernard debería recibir un palio. Esto iba contra el último medio siglo de precedentes en los que Canterbury tenía jurisdicción sobre las cuatro sedes galesas, un precedente sentado en los días en que Anselmo había consagrado a Urbano como Obispo de Llandaff en 1107.
También en 1140, Teobaldo consagró a Uhtred como Obispo de Llandaff, quien también juró obediencia a Teobaldo. Así mismo, cuando Teobaldo consagró a Gilbert como Obispo de St Asaph en 1142, se hizo una profesión similar. Junto con estas consagraciones, los esfuerzos legales de Teobaldo le permitieron resistir los intentos de Bernard de convertir St David en arzobispado, y cuando Bernard fue sucedido por David fitzGerald en 1148, Teobaldo se aseguró la profesión de obediencia a Canterbury del nuevo obispo, poniendo fin a los esfuerzos de sacar a Gales de la jurisdicción de Canterbury. También en 1148, el Papa Eugenio decidió a favor de Canterbury y contra las reclamaciones de St David, asegurando la jurisdicción de Canterbury sobre Gales.
Teobaldo incluso mantuvo una reclamación teórica de jurisdicción de Canterbury sobre las sedes irlandesas al consagrar a Patrick como Obispo de Limerick en 1140. Aquella, no obstante, fue la última aserción de la reclamación, ya que en 1152 el legado papal Giovanni Paparo reorganizó las diócesis irlandesas y resolvió el asunto nombrando al Arzobispo de Armagh como primado de Irlanda.
Las relaciones con los obispos en Inglaterra permanecieron bien, con poca actividad en la disputa Canterbury–York sobre la primacía de Gran Bretaña. Teobaldo obtuvo una vaga confirmación de la primacía de su sede de Celestino II en 1143–1144, pero en el Concilio de Reims de 1148 Eugenio aclaró que esta primacía no afectaba a las reclamaciones de York de ser independiente de Canterbury. Debido a las disputas en la sede de York de los años 40, entre William de York y Henry Murdac, Teobaldo no tuvo que afrontar desafíos de ninguno de los dos. Cuando William de York murió en 1154, Teobaldo aseguró York para su protegido, Roger de Pont L'Evêque. La paz entre ambas sedes se reforzó aún más cuando Teobaldo consagró a Roger sin requerir una profesión de obediencia, lo que anteriormente había sido un punto de fricción importante entre ambos.

### Patrocinio y casa

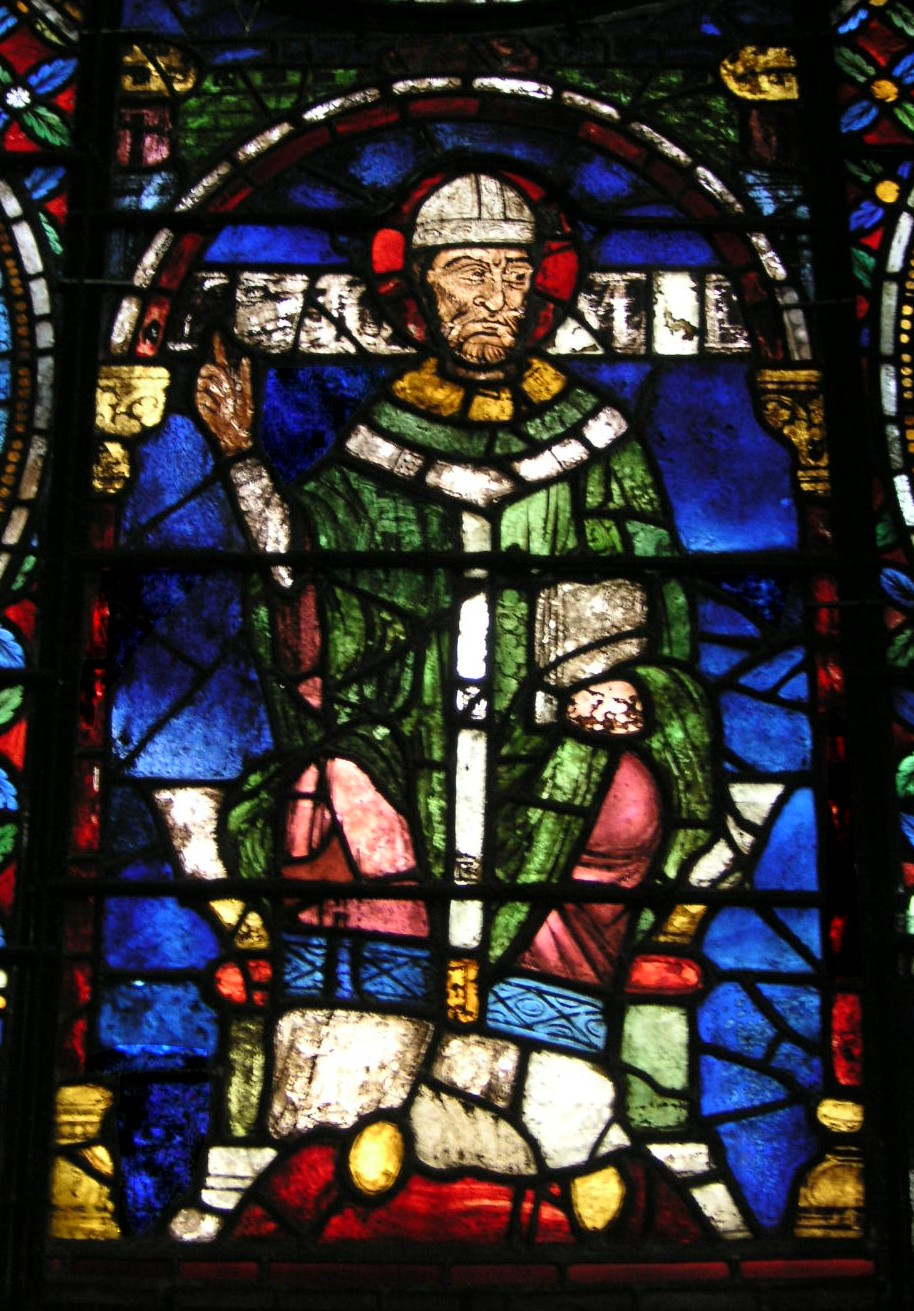

El séquito de Teobaldo estuvo formado por muchos hombres de talento, incluyendo a su sucesor Tomás Becket. Teobaldo fue esencial en la difusión de la ley Romana en Inglaterra, invitando al jurista Vacarius, formado en Bolonia a unirse a su administración y asesorar en asuntos legales. Si Vacarius inició de hecho una escuela en casa de Teobaldo es incierto, pero en los 1140 enseñó brevemente en Oxford. Teobaldo fue también fundamental en promocionar la enseñanza de ley canónica en Inglaterra; el conflicto que más tarde surgió entre Enrique II y Tomás Becket tuvo sus raíces en disputas que fueron expuestas durante el tiempo de Teobaldo en su cargo. Mientras estaba todavía en Normandía, Teobaldo había hecho un estudio intenso de las leyes eclesiásticas, que continuó después de ser elegido arzobispo.
A pesar de que Teobaldo era un monje, su casa episcopal no tuvo carácter monástico. A medida que asumió su rol de arzobispo, parece haber abandonado la mayoría de sus hábitos monásticos, a pesar de que continuó teniendo un monje como compañero. Sus sobrinos y su hermano se beneficiaron de su nepotismo, con sus sobrinos convirtiéndose en parte de su casa al comienzo de su archepiscopado. Sus cuatro sobrinos—Guillaume, Gilbert, Roger y Lechard—fueron testigos de una carta de Teobaldo datada entre 1150 y 1153. Después de la muerte de Teobaldo, Guillaume fue empleado por Bartholomew, el Obispo de Exeter como escriba alrededor de 1172.
Otra carta de Teobaldo de aproximadamente 1152 describe al séquito habitual que le rodeaba. Es atestiguada por el portacruz del arzobispo, tres de los sobrinos de Teobaldo y el empleado que presumiblemente estaba a su cargo, un canciller, dos capellanes que eran monjes, un botellero, un dispensario, un chambelán, un mayordomo, un cocinero, un ujier, un portero y un mariscal. Teobaldo, también por la misma época entregó un molino a su panadero llamado William y algunas tierras a su cocinero William y sus herederos.
Teobaldo fue patrón de tres hombres eminentes: Becket, Vacarius, y Juan de Salisbury. Juan de Salisbury fue muchos años secretario de Teobaldo, y después de su muerte se convirtió en Obispo de Chartres. Fue durante su época como secretario cuando se escribieron sus trabajos más famosos, el Policraticus y el Metalogicon. Otros que estudiaron durante un tiempo en las dependencias de Teobaldo fueron Roger de Pont L'Evêque, posteriormente arzobispo de York, John Belemis, luego arzobispo de Lyon, John de Pageham, que sería obispo de Worcester, Bartholomew Iscanus, obispo de Exeter, William de Northall, obispo de Worcester, y William de Vere, obispo de Hereford. En total, de su séquito salieron tres arzobispos y seis obispos. La propia casa, a pesar de no ser formalmente una escuela, actuó como tal, y muchos de sus miembros desarrollaron carreras eclesiásticas.

## Muerte y legado
Teobaldo falleció el 18 de abril de 1161, después de una larga enfermedad, en su palacio en Canterbury. Está enterrado en la Catedral de Canterbury, en la Capilla de la Sagrada Trinidad, cerca de la tumba del arzobispo Lanfranc. Su ataúd fue abierto en 1190 durante las reparaciones de la catedral y su cuerpo fue encontrado incorrupto, pero los esfuerzos para canonizarlo fueron infructuosos. Fue reenterrado en la nave cerca del altar de Santa María, con su vieja tumba de mármol reemplazada. En 1787 su ataúd de plomo fue encontrado en Canterbury.
Aunque Teobaldo tuvo problemas por su oposición a Enrique de Blois, recuperó el control de la Iglesia inglesa, aseguró los derechos de su sede, y ayudó a mantener la unidad del reino. Sus contemporáneos estaban divididos acerca de su efectividad y personalidad. Gervase de Canterbury sentía que era demasiado impetuoso, probablemente debido al tratamiento dispensado por Teobaldo a sus priores en Christ Church. Enrique de Huntingdon, que le conoció, le consideraba un arzobispo digno. El legado de Teobaldo quizás sufrió al ser oscurecido por su sucesor, Becket. Los historiadores modernos han sido más amables que su contemporáneos; Frank Barlow dice de Teobaldo que era «un hombre íntegro, pero de rápido temperamento, y a veces hablaba demasiado brusco».

## Citas
1. ↑  Barlow Thomas Becket p. 11
2. ↑  Barlow Thomas Becket p. 23
3. 1 2 3  Saltman Theobald pp. 3@–4
4. 1 2 3 4 5 6 7 8 9 10 11 12 13 14 15 16 17 18  Barlow "Theobald" Oxford Diccionario de Biografía Nacional
5. 1 2  Bartlett Inglaterra Bajo el Norman y Angevin King p. 401
6. 1 2 3 4  Davis King Stephen p. 27
7. ↑  Saltman Theobald p. 5
8. ↑  Saltman Theobald p. 6
9. 1 2  Barlow Iglesia inglesa pp. 94@–97
10. ↑  Crouch Reinado de King Stephen pp. 91@–92
11. 1 2  Appleby Reinado atribulado de King Stephen pp. 60@–61
12. ↑  Matthew King Stephen p. 87
13. 1 2  Barlow Iglesia inglesa pp. 110@–112
14. ↑  Greenway Fasti Ecclesiae Anglicanae 1066@–1300: Volumen 2: Monastic Catedrales (provincias Del norte y Del sur): Winchester: Obispos
15. ↑  Saltman Theobald pp. 15@–16
16. 1 2  Bartlett Inglaterra Bajo el Norman y Angevin King p. 411
17. ↑  Appleby Reinado atribulado de King Stephen p. 72
18. 1 2  Bollerman Y Nederman "Revista de Stephen" del King de Historia Medieval pp. 441@–442
19. ↑  Huscroft Inglaterra gobernanta pp. 71@–73
20. ↑  Davis King Stephen p. 52
21. ↑  Saltman Theobald pp. 17@–18
22. 1 2  Huscroft Inglaterra gobernanta pp. 74@–75
23. 1 2 3 4  Davis King Stephen pp. 101@–103
24. ↑  Saltman Theobald pp. 90@–91
25. ↑  Greenway Fasti Ecclesiae Anglicanae 1066@–1300: Volumen 6: York: Arzobispos
26. 1 2 3  Saltman Theobald pp. 19@–22
27. ↑  Citado en Davis King Stephen p. 62
28. ↑  Davis King Stephen p. 62
29. ↑  Saltman Theobald p. 37
30. ↑  Saltman Theobald p. 24
31. ↑  Barlow Iglesia inglesa p. 99
32. ↑  Matthew King Stephen pp. 197@–201
33. ↑  Crouch Reinado de King Stephen p. 305
34. ↑  Saltman Theobald pp. 26@–27
35. ↑  Saltman Theobald p. 28
36. 1 2  Barlow Iglesia inglesa p. 131
37. ↑  Crouch Normans p. 273
38. ↑  Huscroft Inglaterra gobernanta p. 135
39. ↑  Leedom "Historia de Poblamiento" inglés p. 354
40. 1 2  Barlow Iglesia inglesa pp. 100@–102
41. ↑  Amt Accesión de Henry II p. 16
42. ↑  Davis King Stephen p. 118
43. ↑  Amt Accesión de Henry II p. 13
44. ↑  Crouch Normans p. 278
45. ↑  Amt Accesión de Henry II p. 21
46. 1 2  Warren Henry II p. 53
47. ↑  Powell Y Wallis Casa de Señores p. 73
48. 1 2  Saltman Theobald pp. 41@–45
49. ↑  Saltman Theobald pp. 51@–52
50. ↑  Alexander "Becket Revista" de Controversia de Estudios británicos pp. 2@–4
51. ↑  Alexander "Becket Revista" de Controversia de Estudios británicos p. 12
52. 1 2  Saltman Theobald pp. 56@–59
53. ↑  Fonge "Patriarcado y Patrimony" Fundaciones de Medievales ingleses Ecclessiastical Historia p. 78
54. ↑  Saltman Theobald pp. 59@–62
55. ↑  Saltman Theobald pp. 66@–69
56. ↑  Saltman Theobald pp. 73@–75
57. 1 2  Knowles Monastic Orden p. 588
58. ↑  Hayward "Algunas Reflexiones" Búsqueda Histórica p. 157
59. ↑  Saltman Theobald pp. 81@–85
60. ↑  Warren Henry II pp. 429@–432
61. ↑  Searle "Abadía de batalla" Revisión Histórica inglesa pp. 449@–480
62. 1 2  Saltman Theobald pp. 92@–94
63. 1 2  Duggan "De la Conquista a la Muerte de John" Iglesia inglesa y el Papacy pp. 101@–102
64. ↑  Saltman Theobald p. 95
65. ↑  Helmholz Oxford Historia de las Leyes de Inglaterra 1 p. 121
66. ↑  Lyon Historia constitucional y Legal de Inglaterra Medieval p. 186
67. ↑  Turner "Revista de Ley" Romana de Estudios británicos p. 6
68. ↑  Duggan "De la Conquista a la Muerte de John" Iglesia inglesa y el Papacy pp. 85@–88
69. ↑  Knowles Monastic Orden p. 516
70. ↑  Barlow Thomas Becket p. 32
71. ↑  DuBoulay Señorío de Canterbury p. 252
72. ↑  DuBoulay Señorío de Canterbury p. 258
73. ↑  Barlow Iglesia inglesa p. 38
74. ↑  Saul "John de Salisbury" Compañero a Inglaterra Medieval pp. 150@–151
75. ↑  Poole Domesday Libro a Magna Carta p. 196
76. ↑  Barlow Thomas Becket pp. 30@–31
77. ↑  Fryde, et al. Manual de Cronología británica p. 232
78. ↑  Saltman Theobald pp. 54@–55
79. ↑  Bartlett Inglaterra Bajo el Norman y Angevin King p. 595
80. ↑  Barlow Thomas Becket p. 36